# Deatnu
lon_minlat_seclon_secalt_names_firstlat_deglon_deglat_min
Deatnu (jezik Samov) ali Tana (norveščina) je občina v administrativni regiji Finnmark na Norveškem.
1. ↑  »Forskrift om målvedtak i kommunar og fylkeskommunar« (v norveščini). Lovdata.no.